# دیوید بایرم
دیوید بایرم (انگلیسی: David Byrom؛ زادهٔ ۶ ژانویهٔ ۱۹۶۵) بازیکن فوتبال اهل بریتانیا است.
از باشگاه‌هایی که در آن بازی کرده‌است می‌توان به باشگاه فوتبال استوک‌پورت کانتی اشاره کرد.